# Dhampus
Dhampus (nep. धम्पुस) – gaun wikas samiti w zachodniej części Nepalu w strefie Gandaki w dystrykcie Kaski. Według nepalskiego spisu powszechnego z 2001 roku liczył on 620 gospodarstw domowych i 2950 mieszkańców (1572 kobiet i 1378 mężczyzn).